# Dominique Jean-Zéphirin
Dominique Jean-Zéphirin est un ancien footballeur international haïtien né le 3 juin 1982, qui évoluait au poste de gardien de but.

## Biographie

### En club
Dominique Jean-Zéphirin évolue principalement en Angleterre et en France. Au sein de l'hexagone, il évolue en National et en CFA. 
Son dernier club est l'Étoile Fréjus Saint-Raphaël. 
En octobre 2016, il est mis en examen pour « corruption passive » et « participation à une association de malfaiteurs » au cours de deux matches de mai 2014 avec Fréjus (un déplacement à Dunkerque, score final 0-0, et la réception de Colomiers, score final 1-4). Le défenseur de Fréjus Matar Fall est également mis en examen pour les mêmes raisons.

### En équipe nationale
Il reçoit 17 sélections en équipe d'Haïti entre 2008 et 2014. Toutefois, seulement 15 sélections sont officiellement reconnues par la FIFA.
Il joue son premier match en équipe nationale le 11 octobre 2008, contre le Salvador (match nul 0-0). Il reçoit sa dernière sélection le 18 novembre 2014, contre Cuba (défaite 1-2).
Il dispute deux matchs rentrant dans le cadre des éliminatoires du mondial 2010.